# Рутковский, Александр Константинович
Алекса́ндр Константи́нович Рутко́вский (1854 — после 1912) — российский военачальник, выпускник Николаевской академии генерального штаба, генерал-лейтенант армейской кавалерии.

## Биография
Из дворян Харьковской губернии. Младший брат инженер-генерала Якова Рутковского и генерала от кавалерии Петра Рутковского.
В службу вступил 9 августа 1871 года. Военное образование получил в Нижегородской графа Аракчеева военной гимназии, Алексеевском 3-м военном училище и Николаевской академии Генерального штаба. Выпущен из Алексеевского училища в пехоту прапорщиком 18 августа 1873 года.
Участник Русско-турецкой войны 1877—1878 гг. С 25 июня 1877 года — подпоручик: награждён этим чином и орденом св. Анны 4-й степени за отличие в бою.
С 20 декабря 1879 — поручик. В этом чине поступил в Николаевскую академию Генерального штаба, которую окончил по 2-му разряду. 28 апреля 1882 года Рутковскому присвоен очередной чин штабс-капитана.
Генерального штаба капитан с 8 апреля 1884 года. С 30 августа 1888 года — подполковник. С 12 ноября того же года — штаб-офицер для поручений 12-го армейского корпуса. Штаб-офицер при штабе 44-й пехотной резервной бригады в 1891—1895 гг.
Награждён чином полковника 30 августа 1892 года.
13 марта 1895 года назначен начальником штаба 7-й кавалерийской дивизии, состоял в должности до 29 октября 1899 года.
С 29 октября 1899 года по 1 марта 1903 года отбывал трёхлетнее цензовое командование полком — Ольвиопольским 20-м драгунским.
1 марта 1903 года награждён чином генерал-майора. В 1903—1908 гг. — дежурный Генерального штаба по Киевскому военному округу.
На 1 января 1909 года — командир 1-й бригады 10-й кавалерийской дивизии.
1 мая 1910 года награждён чином генерал-лейтенанта. С 1 мая 1910 года по 9 декабря 1912 года — командир 12-й кавалерийской дивизии.
Скончался после 1912 года.